# Rufrio Crispino
Rufrio Crispino fue un senador y Prefecto del Pretorio que vivió durante la época final de la Dinastía Julio-Claudia.

## Origen
Crispino procedía probablemente de Egipto ya que el escritor de sátiras Décimo Junio Juvenal se refiere a él como una de las "heces" del Nilo. Existe la creencia de que llegó a Roma en un barco que comerciaba con pescado. 

## Carrera
Durante el reinado del emperador Claudio fue designado comandante de la Guardia Pretoriana. En 47 reprimió una insurrección y fue promovido por el Senado al rango de pretor recibiendo una recompensa de 1 500 000 sestercios. 
En 50 la emperatriz Agripina la Menor le despidió de su cargo de comandante sustituyéndole por Sexto Afranio Burro al considerar que podía haber sido leal a su predecesora y enemiga Valeria Mesalina.
Crispino fue el primer marido de la futura emperatriz Popea Sabina, quien ascendería al trono al casarse con Nerón, con la que tuvo un hijo llamado igual que él, aunque pronto se divorciaron. En 58 Nerón se enamoró de su exesposa, ahora casada con el futuro emperador Otón y le obligó a divorciarse de ella.
Posteriormente ingresó como miembro de pleno derecho del Senado gracias a su fortuna y sus propiedades. En 65, debido al odio que despertaba en el iracundo e inestable Nerón, el emperador ordenó su ejecución. El hijo de Crispino fue también asesinado por órdenes de Nerón mientras estaba pescando. La exesposa de Crispino, la emperatriz Popea, también había muerto a manos de Nerón que, borracho, le pegó una patada en el vientre estando ella embarazada.